# La Poste
La Poste je firma provozující poštovní služby na území kontinentální Francie a jejích zámořských územích. Jedná se o akciovou společnost plně vlastněnou státem. Kromě doručování poštovních zásilek se zabývá též finančními službami a je mobilním operátorem. Se svými 268 000 zaměstnanci (v rámci celé skupiny) je největším zaměstnavatelem ve Francii.

## Historie
V roce 1477 založil Ludvík XI. službu pro doručování královských dokumentů a v roce 1576 založil Jindřich III. královský poštovní úřad pro doručování významných sdělení, který se stal základem dnešní francouzské pošty. Na počátku 18. století vznikla síť poštovních úřadů, která doručovala zásilky, jejichž platbu hradil adresát.
V roce 1879 byly sloučeny poštovní a telegrafní úřad je jednoho celku Postes, télégraphes et téléphones (PTT) pod dohledem ministerstva pošt.
V roce 1946 vznikla v rámci PTT Generální ředitelství telekomunikací (Direction générale des télécommunications – DGT) a Generální ředitelství pošt (Direction générale de la poste – DGP).
V roce 1990 byly poštovní a telefonní služby zcela odděleny, když od 1. ledna 1991 vznikly podniky La Poste a France Télécom.
Od roku 2006 La Poste nabízí v rámci banky Banque postale rovněž bankovní služby. Dne 23. března 2010 byl podnik přeměněn na akciovou společnost, která se nachází v majetku francouzského státu.